# Dragon Quest Builders 2
Dragon Quest Builders 2 es un juego de acción y sandbox desarrollado por Omega Force y Square Enix, y este último lo publica para Nintendo Switch, PlayStation 4 y Xbox One. Es la secuela de Dragon Quest Builders, y se lanzó en Japón en diciembre de 2018 y en todo el mundo en julio de 2019. La versión para Xbox One llegó en mayo del 2021 directamente al servicio por suscripción Xbox Game Pass
Dragon Quest Builders 2 presenta la capacidad de los jugadores para encontrar materiales y usarlos para construir edificios y otros equipos. Las nuevas características que no se encontraron en el juego anterior incluyen la capacidad de volar y viajar bajo el agua, así como una función de viaje rápido basada en un mapa de estilo retro. A diferencia de los primeros Dragon Quest Builders, el juego permite que hasta cuatro jugadores jueguen juntos de forma cooperativa a través del juego en línea (así como el juego inalámbrico, exclusivo de Nintendo Switch). 
Es un juego de acción de sandbox, en oposición al estilo típico de turnos de la serie Dragon Quest. Los jugadores pueden usar una función de viaje rápido usando un mapa de inspiración retro.

## Trama
Dragon Quest Builders 2 se lleva a cabo poco después de los eventos de Dragon Quest II, y se centra en un grupo llamado Children of Hargon, que busca venganza por la derrota de Hargon y Malroth por parte de los descendientes de Erdrick, asegurando que todos los constructores sean eliminados. y que a nadie se le permita crear nada. Los jugadores controlan un constructor masculino o femenino, que es capturado por este grupo junto con todos los demás constructores en el mundo en un barco. El personaje del jugador se escapa, lavándose en la Isla del Despertar, donde se encuentran con una persona llamada Malroth, que no tiene ningún recuerdo de su pasado. Malroth ayuda al personaje jugador a mejorar sus poderes de construcción.

## Desarrollo
Dragon Quest Builders 2 fue desarrollado por el estudio de Koei Tecmo, Omega Force y Square Enix para Nintendo Switch y PlayStation 4, y se lanzó por primera vez en Japón el 20 de diciembre de 2018, y se lanzó en Norteamérica y Europa el 12 de julio de 2019. Se lanzó una demo jugable el 27 de junio de 2019. Se agregaron múltiples características a Dragon Quest Builders 2 de las que carecía el primer juego, incluido el modo multijugador en línea y fuera de línea para hasta cuatro jugadores, una perspectiva opcional en primera persona, exploración subacuática y deslizamiento.

## Recepción
Dragon Quest Builders 2 recibió "revisiones generalmente favorables" según el agregador de revisiones Metacritic. Famitsu recibió a Dragon Quest Builders 2 con una puntuación de 37/40.